# گلندون، آلبرتا
گلندون (به انگلیسی: Glendon) یک منطقهٔ مسکونی در کانادا است که در بونیویله، آلبرتا واقع شده‌است. گلندون ۴۹۳ نفر جمعیت دارد و ۵۸۷ متر بالاتر از سطح دریا واقع شده‌است.